# 60 mètres
Le 60 mètres est une épreuve de l'athlétisme, généralement courue en salle. Elle consiste en un sprint en ligne droite, couru en moins de 7 secondes à haut niveau. Elle remplace le 100 mètres extérieur, car les pistes couvertes ne disposent que très rarement d'une telle distance en ligne droite. L'arrêt se fait même d'ailleurs le plus souvent dans des matelas accrochés au mur. Il se court rarement en extérieur, du moins  dans des compétitions seniors. Sur une distance aussi courte, les écarts à l'arrivée sont très faibles, prendre un bon départ est souvent décisif.
L'épreuve de 60 mètres fut officiellement inscrite aux Jeux olympiques de 1900 et aux Jeux de 1904.

## Records

### Record du monde
Le record du monde du 60 mètres est actuellement détenu chez les hommes par Christian Coleman en 6 s 34 (34,07 km/h) (Albuquerque, 2018) et Irina Privalova chez les femmes en 6s 92 (31,21 km/h) (Madrid, 1993).
Toutefois, lors de son record d'Asie du 100 mètres établi lors des demi-finales des Jeux Olympiques de Tokyo en 2021, Su Bingtian passe en 6 s 29 aux 60 mètres. Ce chrono, n'étant pas établi sur une course de 60 mètres, ne peut être homologué comme un record du monde.
| Genre | Performance | Athlète           | Date            | Lieu        |
| ----- | ----------- | ----------------- | --------------- | ----------- |
| M (i) | 6"34        | Christian Coleman | 18 février 2018 | Albuquerque |
| F (i) | 6"92        | Irina Privalova   | 11 février 1993 | Madrid      |

### Records continentaux
| Continent                                                 | Hommes (au 4 mars 2024) | Hommes (au 4 mars 2024) | Hommes (au 4 mars 2024) | Femmes (au 4 mars 2024) | Femmes (au 4 mars 2024)   | Femmes (au 4 mars 2024) |
| Continent                                                 | Temps                   | Athlète                 | Nation                  | Temps                   | Athlète                   | Nation                  |
| --------------------------------------------------------- | ----------------------- | ----------------------- | ----------------------- | ----------------------- | ------------------------- | ----------------------- |
| Afrique (records)                                         | 6"45                    | Leonard Myles-Mills     | Ghana                   | 6"97                    | Murielle Ahouré           | Côte d'Ivoire           |
| Asie (records)                                            | 6"42                    | Su Bingtian             | Chine                   | 7"09                    | Susanthika Jayasinghe     | Sri Lanka               |
| Europe (records)                                          | 6"41                    | Marcell Jacobs          | Italie                  | 6"92                    | Irina Privalova           | Russie                  |
| Amérique du Nord, Amérique centrale et Caraïbes (records) | 6"34                    | Christian Coleman       | États-Unis              | 6"94                    | Aleia Hobbs Julien Alfred | États-Unis Sainte-Lucie |
| Océanie (records)                                         | 6"43                    | Lachlan Kennedy         | Australie               | 7"06                    | Zoe Hobbs                 | Nouvelle-Zélande        |
| Amérique du Sud (records)                                 | 6"52                    | José Carlos Moreira     | Brésil                  | 7"14                    | Vitoria Cristina Rosa     | Brésil                  |

### Athlètes les plus rapides
| Rang | Temps  | Athlète           | Pays        | Date                          | Lieu              |
| ---- | ------ | ----------------- | ----------- | ----------------------------- | ----------------- |
| 1er  | 6 s 34 | Christian Coleman | États-Unis  | 18 février 2018               | Albuquerque       |
| 2e   | 6 s 39 | Maurice Greene    | États-Unis  | 3 février 1998 et 3 mars 2001 | Madrid et Atlanta |
| 3e   | 6 s 40 | Ronnie Baker      | États-Unis  | 18 février 2018               | Albuquerque       |
| 4e   | 6 s 41 | Marcell Jacobs    | Italie      | 19 mars 2022                  | Belgrade          |
| 4e   | 6 s 41 | Andre Cason       | États-Unis  | 14 février 1992               | Madrid            |
| 6e   | 6 s 42 | Dwain Chambers    | Royaume-Uni | 7 mars 2009                   | Turin             |
| 6e   | 6 s 42 | Su Bingtian       | Chine       | 3 mars 2018                   | Birmingham        |
| 6e   | 6 s 42 | Trayvon Bromell   | États-Unis  | 10 février 2023               | Clemson           |
| 6e   | 6 s 42 | Ackeem Blake      | Jamaïque    | 25 février 2023               | Kingston          |
| 10e  | 6 s 43 | Tim Harden        | États-Unis  | 7 mars 1999                   | Maebashi          |
| 10e  | 6 s 43 | Noah Lyles        | États-Unis  | 17 février 2024               | Albuquerque       |
| 12e  | 6 s 44 | Asafa Powell      | Jamaïque    | 18 mars 2016                  | Portland          |
| 12e  | 6 s 44 | Marvin Bracy      | États-Unis  | 19 mars 2022                  | Beograd           |

| Rang | Temps  | Athlète                 | Pays                        | Date                           | Lieu        |
| ---- | ------ | ----------------------- | --------------------------- | ------------------------------ | ----------- |
| 1re  | 6 s 92 | Irina Privalova         | Russie                      | 11 février 1993 9 février 1995 | Madrid      |
| 2e   | 6 s 94 | Aleia Hobbs             | États-Unis                  | 18 février 2023                | Albuquerque |
| 2e   | 6 s 94 | Julien Alfred           | Sainte-Lucie                | 11 mars 2023                   | Albuquerque |
| 4e   | 6 s 95 | Gail Devers             | États-Unis                  | 12 mars 1993                   | Toronto     |
| 4e   | 6 s 95 | Marion Jones            | États-Unis                  | 7 mars 1998                    | Maebashi    |
| 6e   | 6 s 96 | Merlene Ottey           | Jamaïque                    | 14 février 1992                | Madrid      |
| 6e   | 6 s 96 | Ekaterini Thanou        | Grèce                       | 7 mars 1999                    | Maebashi    |
| 6e   | 6 s 96 | Mujinga Kambundji       | Suisse                      | 18 mars 2022                   | Belgrade    |
| 9e   | 6 s 97 | LaVerne Jones-Ferrette  | Îles Vierges des États-Unis | 6 février 2010                 | Stuttgart   |
| 9e   | 6 s 97 | Murielle Ahouré         | Côte d'Ivoire               | 2 mars 2018                    | Birmingham  |
| 11e  | 6 s 98 | Shelly-Ann Fraser-Pryce | Jamaïque                    | 9 mars 2014                    | Sopot       |
| 11e  | 6 s 98 | Elaine Thompson         | Jamaïque                    | 18 février 2017                | Birmingham  |
| 11e  | 6 s 98 | Ewa Swoboda             | Pologne                     | 2 mars 2024                    | Glasgow     |
| 14e  | 6 s 99 | Mikiah Brisco           | États-Unis                  | 18 mars 2022                   | Belgrade    |
| 15e  | 7 s 00 | Nelli Cooman            | Pays-Bas                    | 23 février 1986                | Madrid      |
| 15e  | 7 s 00 | Veronica Campbell-Brown | Jamaïque                    | 14 mars 2010                   | Doha        |
| 15e  | 7 s 00 | Dafne Schippers         | Pays-Bas                    | 13 février 2016                | Berlin      |
| 15e  | 7 s 00 | Barbara Pierre          | États-Unis                  | 12 mars 2016                   | Portland    |